# 東涌侯王古廟
22°16′49″N 113°55′53″E / 22.28028°N 113.93139°E

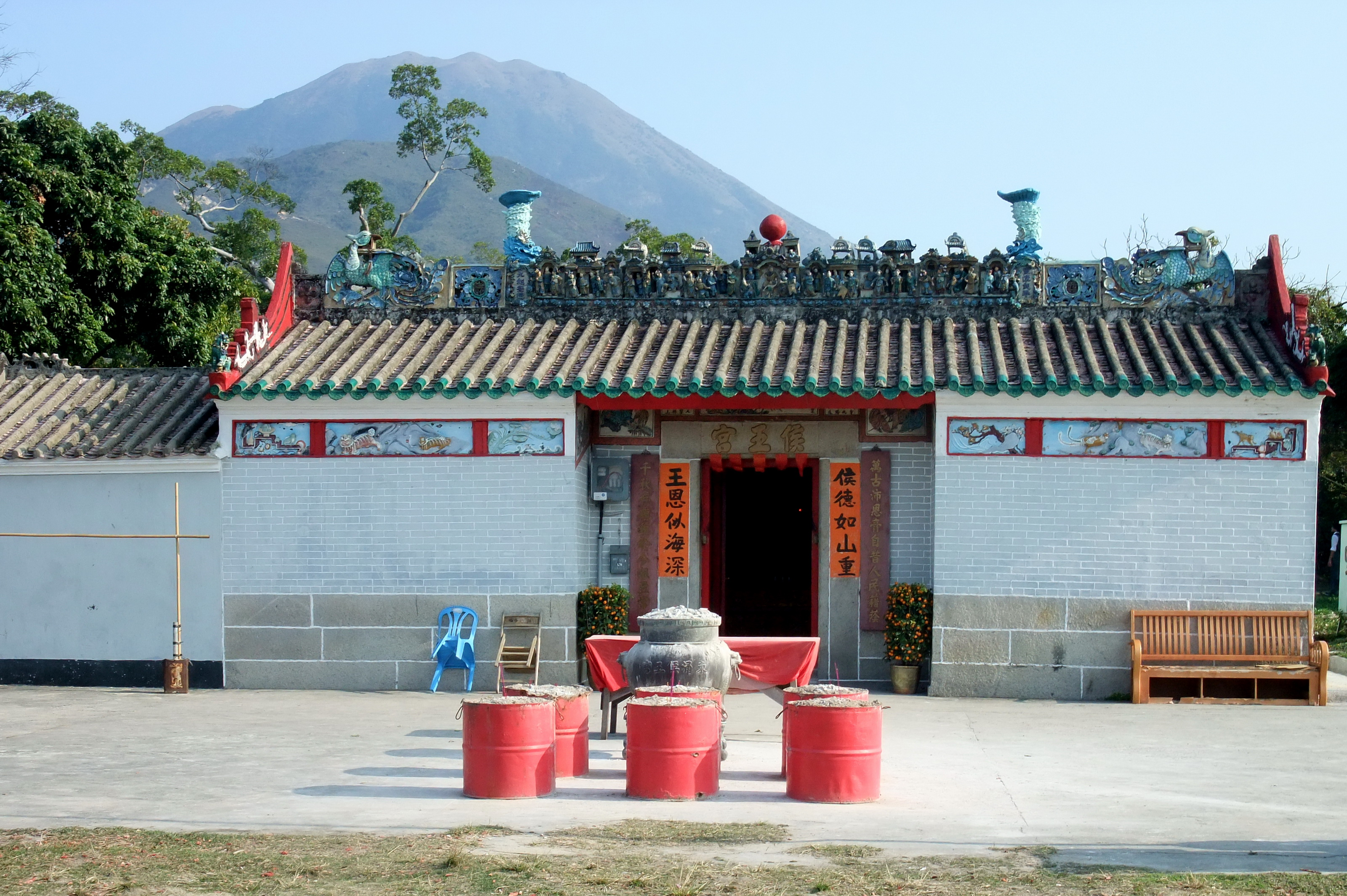
東涌侯王古廟

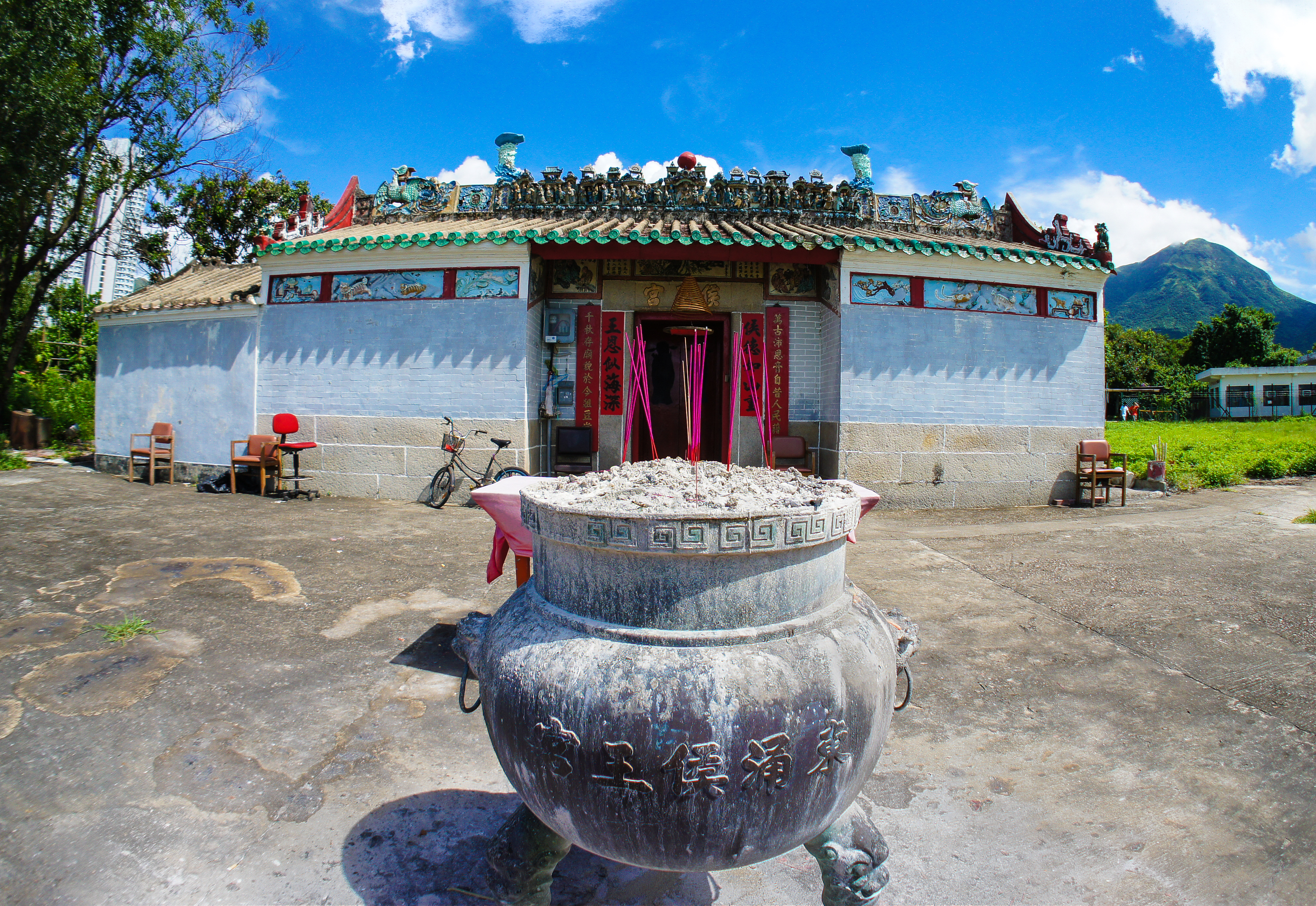
東涌侯王宮前的香爐

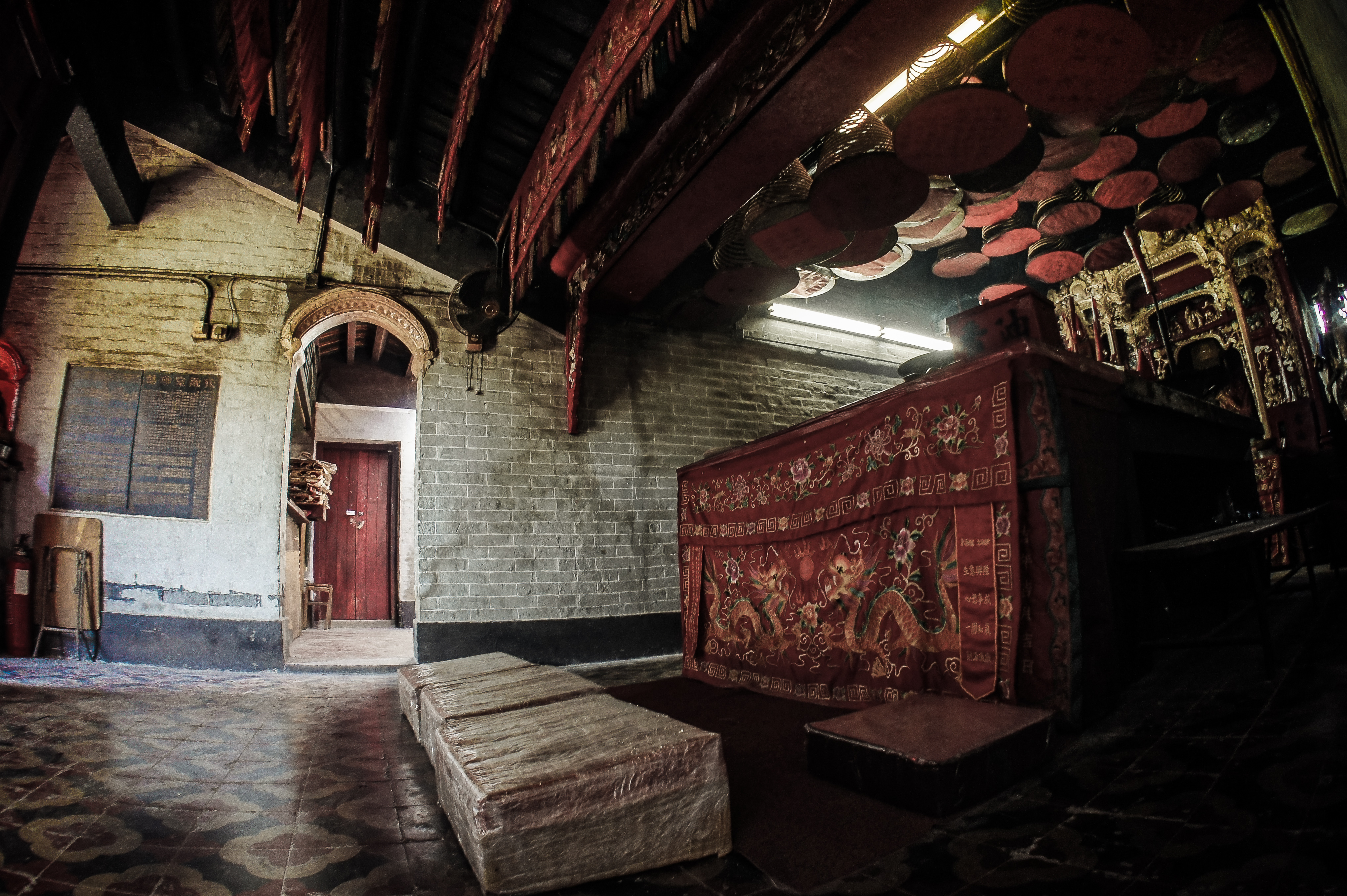
東涌侯王宮的主殿

東涌侯王古廟，又稱東涌侯王宮，是香港一所侯王廟，主祀楊侯王，位於大嶼山東涌沙咀頭之西，面向東涌灣，現被列為香港二級歷史建築。

## 歷史
東涌侯王古廟建於清朝乾隆三十年（1765年），供奉南宋名臣楊亮節。這是當地村民從九龍城侯王廟請來，以求制服瘟疫的。由於相傳楊亮節在保護宋帝昺曾在東涌灣外與元軍海戰，故將廟宇選址於此。

## 特別活動
侯王誕的誕期由農曆八月十六至八月二十，而正誕則為農曆八月十八，每年都會有慶祝活動，節目 主要的如有“神功戲”、舞獅、舞龍、燒爆竹及聚餐等。從農曆八月十六開始，一連五夜四日都有慶祝活動。

## 建築
東涌侯王古廟屬於三間開二進格局。而廟內尚存建廟時所鑄的大鐘。